# Recettore endoteliale della proteina C
Il recettore endoteliale della proteina C (EPCR), anche conosciuto come recettore della proteina C attivata (recettore APC) è una proteina che, nell'uomo, è codificata dal gene PROCR . PROCR è stato recentemente designato anche CD201 ( cluster di differenziazione 201).
La proteina codificata da questo gene è un recettore della proteina C, che ne incrementa l'attivazione. La proteina C attivata è una serina proteasi con potenti effetti anticoagulanti, che svolge un ruolo cruciale nella regolazione della coagulazione del sangue, dell’infiammazione e dell’integrità vascolare.

## Struttura
La proteina EPCR è una proteina di membrana di tipo I N-glicosilata, una proteina che potenzia l'attivazione della proteina C. appartiene alla famiglia delle proteine MHC di classe I / CD1, che è caratterizzata da un solco profondo, che in altre proteine della famiglia (ma non nell'EPCR) viene generalmente utilizzato per il legame dell'antigene.  Il dominio extracellulare di CD201 contiene un sito di legame ad alta affinità per la proteina C attivata (APC), una serina proteasi con proprietà anticoagulanti.
Come la serie CD1, l'EPCR ha un lipide nel canale corrispondente. Il lipide legante nell'EPCR è solitamente la fosfatidilcolina, ma può essere la fosfatidiletanolammina e contribuisce al legame della proteina C, sebbene probabilmente non attraverso il contatto diretto.

## Funzione
La funzione principale di CD201 è quella di potenziare l'attivazione della proteina C. Il legame dell'APC all'EPCR sulla superficie delle cellule endoteliali facilita la sua attività anticoagulante inibendo i fattori Va e VIIIa. Oltre al suo ruolo anticoagulante, il CD201 partecipa anche ad una segnalazione antinfiammatoria. È stato dimostrato che CD201 influenza la produzione di citochine infiammatorie legandosi a un fattore di coagulazione VIIa.
Inoltre, CD201 è stato associato all'integrità vascolare e alla funzione di barriera endoteliale. Svolge un ruolo nel proteggere l'endotelio dai danni, nel mantenere l'integrità strutturale dei vasi sanguigni e nel prevenire la fuoriuscita di liquidi e proteine nei tessuti circostanti.